# 新界區專線小巴87K線
新界區專線小巴87K線是由誠運有限公司營辦的一條專線小巴線，來往荃灣（海貴路）及葵芳站。

## 簡介及歷史
本路線提供港鐵荃灣西站及楊屋道往來下葵盛圍（葵盛游泳池、南葵涌診所）、葵芳興芳路及港鐵葵芳站的接駁鐵路專線小巴服務，於2005年6月5日起投入服務，是小巴營辦商誠運於2003年9月接辦新界87系列路線後，首條全新開辦的專線小巴路線，主要方便荃灣市中心、下葵盛及葵芳居民通勤荃灣及葵芳，及接駁港鐵西鐵線及荃灣線，而本路線的荃灣總站是位於荃灣運輸大樓地下（即荃灣碼頭巴士總站舊址）。
本路線是由原本往來荃灣運輸大樓至葵涌四號貨櫃碼頭的87M線分拆出來，但比87線的行車路線走得遠一點，沿線有不少的流水客，加上荃灣楊屋道一帶私人樓宇及大型商場（如心廣場及荃新天地等）陸續落成入伙，客量相當不俗。
為配合87M路線縮短至葵芳站，由2006年3月19日起，本線提供轉乘87M的八達通轉乘優惠，以照顧原有乘搭87M往來荃灣至葵涌貨櫃碼頭的乘客。
2013年1月27日：荃灣端的總站由荃灣運輸大樓遷往荃灣如心廣場，以配合運輸大樓永久封閉作荃灣西站（五區）「城畔」住宅發展。
2019年2月24日：該線荃灣總站由如心廣場遷至荃灣（海貴路）。

## 服務時間及班次
- 每日由荃灣（海貴路）開：06:10-23:59（6-10分鐘，實際5分鐘一班）
- 每日由葵芳站開：06:10-23:59（6-10分鐘，實際5分鐘一班）

## 收費
- 全程收費：$4.7

（此線所有車輛均接受八達通卡付款，；上車及下車均可付款，大小同價，不設找續。）

## 行車路線

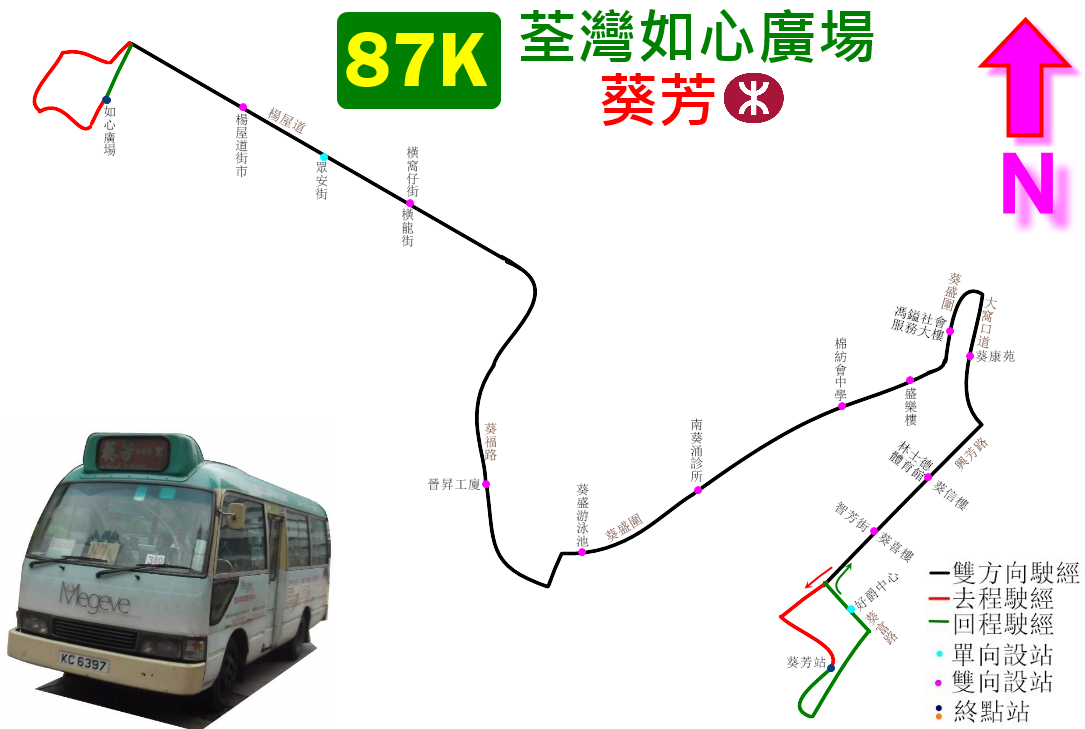
87K線的走線圖

- 往葵芳站途經：海貴路，大河道，楊屋道，葵福路，盛福街，葵盛圍，大窩口道，興芳路及興寧路。
- 往荃灣（海貴路）途經：興寧路，葵仁路，葵義路，葵富路，興芳路，大窩口道，葵盛圍，盛福街，葵福路，楊屋道，大河道及海貴路。

## 用車
本線車隊全數採用豐田Coaster小巴行駛。

## 外部連結
1. ↑  九鐵新聞稿，〈為西鐵乘客提供貼心優惠 （页面存档备份，存于）〉，2005年5月27日。
2. ↑  香港特別行政區政府運輸署，〈因應永久封閉荃灣運輸大樓的臨時公共運輸安排 （页面存档备份，存于）〉［交通通告］，2013年1月15日。
3. ↑  .   [2019-02-25]. （原始内容存档于2019-02-25）.

- 87K小巴乘客盼加班 （页面存档备份，存于），東方日報，2011年10月5日
- 681巴士總站 （页面存档备份，存于）